# Diamantes de sangue

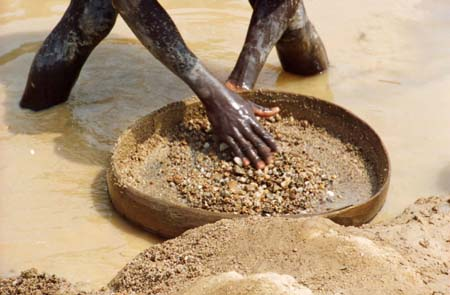
Trabalhador com uma bateia a procura de diamantes em Serra Leoa.

Diamantes de sangue refere-se ao diamante extraído em uma zona de guerra, geralmente na África, onde atualmente cerca de dois terços dos diamantes do mundo são extraídos  e vendidos para financiar grupos insurgentes  ou um exército invasor ou, ainda, um senhor da guerra.
Os diamantes obtidos em uma zona de guerra são geralmente extraídos por mão de obra escrava ou  trabalhadores em condições análogas à escravidão. Em geral, o negócio dos diamantes de sangue é associado aos financiadores de conflitos iniciados entre meados da década de 1990 e a década de  2000, na África Ocidental e Central.
Sobre tal situação, o diretor estadunidense Edward Zwick produziu o filme homónimo em 2006, Diamante de Sangue.